# Порсова
Порсова — село в административно-территориальном образовании Ярдымлинского района Республики Азербайджан. Телавар, Шовут, Хонуба, Хонуба Шихлар и Зейнялязир — соседние сёла. В настоящее время население составляет 851 человек.

## Этимология
Нынешнее имя Порсова происходит от слова Пирсова. Скорее всего, название села имеет арабское либо же персидское происхождение.

## Здравоохранение
В связи с отсутствием необходимых условий в медицинском пункте, работающем в адаптированном в 1940-х здании, по инициативе сельской общины было построено новое здание для медицинского учреждения и реализована «Программа грантовой помощи по массовому развитию и безопасности человека» правительством Японии.

## Экономика
Большая часть населения занимается животноводством и растениеводством.

## История
По данным посемейных списков на 1886 год Шоуть (Джумуть) и Порсова являются отсёлками села Телавярь.
В 1970-е годы Порсова входила в состав Порсовинского сельского совета Ярдымлинского района Азербайджанской ССР. Другие сёла Порсовинского сельсовета — Хонуба, Хонуба Шихлар, Гюгявар, Зейнялязир, Тилякенд.